# Наталија Санчез (стреличарка)
Наталија Санчез Ећевери (шп. Natalia Sánchez Echeverri; Медељин, 20. мај 1983) је колумбијска репрезентативка у стреличарству олимпик стилом. Представљала је Колумбију на Олимпијским играма 2008. у Пекингу. На Панамеричким играма 2007. освојила је златну медаљу са тимом Колумбије. На Светском првенству 2009. освојила је бронзану медаљу у појединачном такмичењу.

## Спољашњи извори
- Наталија Санчез на сајту Sports-Reference.com (архивирано)